# Émilienne (film)
Pour les articles homonymes, voir Émilienne.
Pour plus de détails, voir Fiche technique et Distribution.
Émilienne est un film français réalisé par Guy Casaril, sorti en 1975.

## Synopsis
Artiste rampant commence une relation avec un homme qui est déjà marié.
Quand elle se rende compte qu'il ne quittera jamais sa femme pour elle, elle decide de la rencontrer. L'ètincelle se produit entre les deux et ils deviennent amants pour ensuite lancer un ménage a trois.

## Fiche technique
- Titre : Émilienne
- Réalisation : Guy Casaril
- Scénario : Guy Casaril, Éric Losfeld et Philippe de Jonas, d'après le roman de Claude des Olbes
- Dialogues : Éric Losfeld et Philippe de Jonas
- Photographie : Jean Monsigny
- Son : Guy Villette
- Montage : Louisette Hautecoeur
- Musique : Nino Ferrer
- Sociétés de production : Les Films du Jeudi - Les Films de la Boétie
- Pays d'origine :  France
- Durée : 95 minutes
- Date de sortie : France, 28 mai 1975

## Distribution
- Betty Mars
- Pierre Oudrey
- Nathalie Guérin
- Françoise Dorner
- Claudine Beccarie